# Tetrorchidium duckei
Tetrorchidium duckei är en törelväxtart som beskrevs av Radcl.-sm. och Rafaël Herman Anna Govaerts. Tetrorchidium duckei ingår i släktet Tetrorchidium och familjen törelväxter. Inga underarter finns listade i Catalogue of Life.